# دنیاگیری کووید-۱۹ در واتیکان
دنیاگیری کووید-۱۹ در واتیکان بخشی از دنیاگیری بیماری کروناویروس ۲۰۱۹ در جهان است. اولین مورد تأیید شده در واتیکان در ۵ مارس ۲۰۲۰ اعلام شد.